# Edson Madeira
Edson Marcelo da Silva Madeira (18 de maio de 1985) é um judoca moçambicano..
Integrou a delegação de seu país nos Jogos Olímpicos de Pequim, em 2008. Na fase preliminar da categoria até 66 kg do judô, enfrentou o holandês Dex Elmont, perdendo por ippon.